# Heksaprenil-difosfat sintaza ((2E,6E)-farnezil-difosfat specifična)
Heksaprenil-difosfat sintaza ((2E,6E)-farnezil-difosfat specifična) (EC 2.5.1.83, HexPS, heksaprenil pirofosfatna sintetaza, heksaprenil difosfatna sintaza) je enzim sa sistematskim imenom (2E,6E)-farnezil-difosfat:izopentenil-difosfat farneziltranstransferaza (dodaje 3 izopentenilne jedinice). Ovaj enzim katalizuje sledeću hemijsku reakciju
(2E,6E)-farnezil difosfat + 3 izopentenil difosfat {\displaystyle \rightleftharpoons } 3 difosfat + sve-trans-heksaprenil difosfat
Ovaj enzim preferentno deluje na geranilgeranil difosfat.

## Literatura
- Nicholas C. Price; Lewis Stevens (1999). Fundamentals of Enzymology: The Cell and Molecular Biology of Catalytic Proteins (Third изд.). USA: Oxford University Press. ISBN 019850229X.
- Eric J. Toone (2006). Advances in Enzymology and Related Areas of Molecular Biology, Protein Evolution (Volume 75 изд.). Wiley-Interscience. ISBN 0471205036.
- Branden C; Tooze J. Introduction to Protein Structure. New York, NY: Garland Publishing. ISBN 0-8153-2305-0.
- Irwin H. Segel. Enzyme Kinetics: Behavior and Analysis of Rapid Equilibrium and Steady-State Enzyme Systems (Book 44 изд.). Wiley Classics Library. ISBN 0471303097.
- William P. Jencks (1987). Catalysis in Chemistry and Enzymology. Dover Publications. ISBN 0486654605.

## Spoljašnje veze
- Hexaprenyl-diphosphate+synthase+((2E,6E)-farnesyl-diphosphate+specific) на 